# Katrin Anne Heß
Katrin Anne Heß (* 28. November 1979 in Coburg) ist eine deutsche Schauspielerin.

## Leben
Katrin Anne Heß erhielt von 2005 bis 2012 privaten Schauspielunterricht in München, unter anderem bei Nicole Marischka, Carola von Seherr-Thoss und Herbert Fischer.
Ab 2007 war sie in zahlreichen Werbefilmen zu sehen, eine erste Fernsehrolle hatte sie in der Seifenoper Marienhof. Episodenrollen hatte sie in den Folgejahren unter anderem in den Serien SOKO Stuttgart, SOKO Kitzbühel, SOKO München, Die Bergretter und Die Rosenheim-Cops. Von 2012 bis 2014 verkörperte sie in der ZDF-Serie Die Garmisch-Cops die Rolle der Sandra Lehmann.
2020 war sie in der Folge Hochzeitsreise nach Tirol der ZDF-Fernsehreihe Kreuzfahrt ins Glück in einer Episodenhauptrolle als Anke Breuer zu sehen. 2021 spielte sie im ZDF-Fernsehfilm An seiner Seite neben René Dumont die Rolle der Irene von Glaubitz. 
Ab Folge 3814 (26. April 2022) übernahm sie in der ARD-Telenovela Sturm der Liebe die Rolle der Pferdewirtin Carolin Lamprecht, einer ehemaligen Studienkollegin von Dr. Michael Niederbühl. Im Juli 2023 nahm sie gemeinsam mit Jeannine Gaspár in der Serie Abschied. In der Sat.1-Vorabendserie Die Landarztpraxis (2023) mit Oliver Franck als Dr. Fabian Kroiß verkörpert sie dessen Ex-Frau Dr. Alexandra Seeberger-Kroiß.
Katrin Anne Heß ist mit ihrem Schauspielkollegen Andreas Thiele liiert.

## Filmografie
- 2008: Marienhof (Fernsehserie)
- 2011: SOKO Stuttgart – Wer schön sein will (Fernsehserie)
- 2012–2014: Die Garmisch-Cops (Fernsehserie)
- 2012: Weißblaue Geschichten (Fernsehserie)
- 2016: SOKO Kitzbühel – Unsterblich (Fernsehserie)
- 2018: Frühling – Gute Väter, schlechte Väter (Fernsehreihe)
- 2019: SOKO München – Gefährlicher Dunstkreis (Fernsehserie)
- 2019: Die Bergretter – Herzschmerz (Fernsehserie)
- 2020: Die Rosenheim-Cops – Bloß keine Umstände (Fernsehserie)
- 2020: Kreuzfahrt ins Glück – Hochzeitsreise nach Tirol (Fernsehreihe)
- 2021: Die Bergretter – Roter Schnee (Fernsehserie)
- 2021: An seiner Seite (Fernsehfilm)
- 2022: Der Alte (Fernsehserie)
- 2022–2023: Sturm der Liebe (Fernsehserie)
- seit 2023: Die Landarztpraxis (Fernsehserie)